# Ніколіно Лочче
Ніколі́но Фелі́пе Ло́чче (ісп. Nicolino Felipe Locche; 2 вересня 1939, Тунуян — 7 вересня 2005, Лас-Ерас) — аргентинський професійний боксер, який з 1968 по 1972 рік володів титулом чемпіона світу за версією WBA в першій напівсередній вазі. Лочче часто називають одним із найкращих боксерів-майстрів захисту усіх часів. В 2003 році він був включений до Міжнародної зали боксерської слави.

## Кар'єра
Лочче був відомий як «El Intocable» (ісп. Недоторканний) завдяки своїй майстерності захисту. Він став професіоналом у віці 19 років і досяг рекорду 117-4-14 (14 нокаутів). Його загальний рекорд складає 234-9-14.
Лочче став кумиром в Аргентині та регулярно заповнював критий стадіон «Луна-Парк» у Буенос-Айресі щоразу, коли проводив бої на відомій боксерській арені. Стиль боксу Лочче зробив його легендою. Він мав надприродні рефлекси, стоячи перед своїми противниками з опущеними руками з боків, за спиною або навіть спираючись на коліна. Він ковзав, крутився і вивертався, щоб уникнути ударів противника.
Численні аргентинські джерела також посилаються на те, що підхід Лочче до традиційних боксерських тренувань та дисципліни був іноді несерйозним. Наприклад, відомо, що Лочче курив цигарки протягом більшої частини, якщо не всієї своєї боксерської кар'єри, а його прихильність до суворих дієтичних вимог своєї професії часто була досить гнучкою. Нерідко під час однохвилинної перерви між раундами навколо нього юрмилися його секунданти, які люто пихкали цигаркою.
Він був чемпіоном Аргентини та Південної Америки у легкій та першій напівсередній вазі.
10 вересня 1966 року здобув перемогу одностайним рішенням суддів над абсолютним чемпіоном світу у першій напівсередній вазі Сандро Лопополо (Італія), але поєдинок був не титульним і Лопополо залишився чемпіоном.
12 грудня 1968 року в Токіо, Японія переміг Такесі Фудзі технічним нокаутом в десятому раунді і став чемпіоном світу за версією WBA у першій напівсередній вазі після того, як Фудзі відмовився продовжувати бій через втому та нездатність відповідати на удари..
Впродовж 1969—1972 років Лочче провів шістнадцять переможних боїв поспіль, зокрема захистив свій титул п'ять разів проти Карлоса Ернандеса (Венесуела), Жоао Енріке (Бразилія), Адольфа Пруїтта (Аргентина), Антоніо Сервантеса (Колумбія) та Домінго Баррери Корпаса (Іспанія). 10 березня 1972 року програв в Панамі одностайним рішенням суддів Альфонсо Фрейзеру. Лочче не зміг повернути пояс чемпіона світу 17 березня 1973 року у матчі-реванші з Сервантесом (який відібрав звання чемпіона у Фрейзера) і пішов на пенсію у 1975 році.
У 2003 році Лочче був включений до Міжнародної зали слави боксу. Журнал The Ring ретроспективно визнав його лінійним чемпіоном у першій напівсередній вазі з 1968 по 1972 рік.
Помер у Лас-Ерасі 2005 року від інфаркту міокарда.